# دائرة صدوق
دائرة صدوق إحدى دوائر ولاية بجاية الجزائرية . عاصمتها هي أمالو وتضم بلديات : 
- أمالو
- مسيسنة
- بوحمزة
- صدوق

## مواضيع ذات صلة
- دوائر ولاية بجاية
- بلديات ولاية بجاية